# Leichtathletik-Weltmeisterschaften 2015/Teilnehmer (Russland)
| Gelbes Symbol für Goldmedaillen mit stilisierten Olympischen Ringen | Graues Symbol für Silbermedaillen mit stilisierten Olympischen Ringen | Braundes Symbol für Bronzemedaillen mit stilisierten Olympischen Ringen |
| ------------------------------------------------------------------- | --------------------------------------------------------------------- | ----------------------------------------------------------------------- |
| 2                                                                   | 1                                                                     | 1                                                                       |

Der Leichtathletikverband Russlands nominierte 62 Athleten für die Leichtathletik-Weltmeisterschaften 2015 in der chinesischen Hauptstadt Peking.

## Medaillen
Mit zwei gewonnenen Gold-, einer Silber- und einer Bronzemedaille belegte das russische Team Rang 9 im Medaillenspiegel.

### Medaillengewinner
| Gold - Sergei Schubenkow: 110 m Hürden - Marija Kutschina: Hochsprung | Silber - Denis Kudrjawzew: 400 m Hürden | Bronze - Anna Tschitscherowa: Hochsprung |

## Ergebnisse

### Männer

#### Laufdisziplinen
| Athlet                                                             | Disziplin        | Vorlauf        | Vorlauf | Halbfinale         | Halbfinale         | Finale             | Finale             |
| Athlet                                                             | Disziplin        | Zeit           | Platz   | Zeit               | Platz              | Zeit               | Platz              |
| ------------------------------------------------------------------ | ---------------- | -------------- | ------- | ------------------ | ------------------ | ------------------ | ------------------ |
| Pawel Iwaschko                                                     | 400 m            | 45,25 s PB     | 5       | nicht qualifiziert | nicht qualifiziert | nicht qualifiziert | nicht qualifiziert |
| Konstantin Tolokonnikow                                            | 800 m            | 1:46,07 min    | 4       | 1:48,32 min        | 4                  | nicht qualifiziert | nicht qualifiziert |
| Alexei Reunkow                                                     | Marathon         |                |         |                    |                    | 2:18:12 h          | 17                 |
| Sergei Schubenkow                                                  | 110 m Hürden     | 13,31 s        | 3       | 13,09 s            | 1                  | 12,98 s NR         | Gold               |
| Denis Kudrjawzew                                                   | 400 m Hürden     | 48,51 s PB     | 1       | 48,23 s PB         | 1                  | 48,05 s NR         | Silber             |
| Timofei Tschaly                                                    | 400 m Hürden     | 49,05 s SB     | 2       | 48,69 s SB         | 11                 | nicht qualifiziert | nicht qualifiziert |
| Iwan Schabljujew                                                   | 400 m Hürden     | 49,56 s        | 26      | nicht qualifiziert | nicht qualifiziert | nicht qualifiziert | nicht qualifiziert |
| Ilgisar Safiulin                                                   | 3000 m Hindernis | 8:39,58 min    | 27      |                    |                    | nicht qualifiziert | nicht qualifiziert |
| Nikolai Tschawkin                                                  | 3000 m Hindernis | 8:51,22 min    | 16      |                    |                    | nicht qualifiziert | nicht qualifiziert |
| Alexander Jargunkin                                                | 50 km Gehen      |                |         |                    |                    | nicht angetreten   | nicht angetreten   |
| Artjom Denmuchametow Pawel Trenichin Denis Alexejew Pawel Iwaschko | 4 × 400 m        | 2:59,45 min SB | 4       |                    |                    | 3:03,05 min        | 8                  |

#### Sprung/Wurf
| Athlet              | Disziplin      | Qualifikation | Qualifikation | Finale             | Finale             |
| Athlet              | Disziplin      | Weite/Höhe    | Platz         | Weite/Höhe         | Platz              |
| ------------------- | -------------- | ------------- | ------------- | ------------------ | ------------------ |
| Daniil Zyplakow     | Hochsprung     | 2,29 m        | 10            | 2,29 m             | 5                  |
| Iwan Uchow          | Hochsprung     | 2,26 m        | 24            | nicht qualifiziert | nicht qualifiziert |
| Iwan Gertlein       | Stabhochsprung | 5,70 m PB     | 12            | keine gültige Höhe | keine gültige Höhe |
| Georgiy Gorokhov    | Stabhochsprung | 5,65 m PB     | 23            | nicht qualifiziert | nicht qualifiziert |
| Alexander Gripitsch | Stabhochsprung | 5,65 m        | 17            | nicht qualifiziert | nicht qualifiziert |
| Alexander Menkow    | Weitsprung     | 8,08 m        | 8             | 8,02 m             | 6                  |
| Sergej Poljanski    | Weitsprung     | 8,06 m        | 9             | 7,97 m             | 8                  |
| Ljukman Adams       | Dreisprung     | 16,85 m       | 7             | 17,28 m            | 5                  |
| Dmitri Sorokin      | Dreisprung     | 16,99 m       | 6             | 16,99 m            | 7                  |
| Alexander Lesnoi    | Kugelstoßen    | 19,78 m       | 16            | nicht qualifiziert | nicht qualifiziert |
| Maxim Sidorow       | Kugelstoßen    | 19,35 m       | 22            | nicht qualifiziert | nicht qualifiziert |
| Waleri Iordan       | Speerwurf      | 73,43 m       | 32            | nicht qualifiziert | nicht qualifiziert |
| Dmitri Tarabin      | Speerwurf      | 77,48 m       | 25            | nicht qualifiziert | nicht qualifiziert |
| Sergej Litwinow     | Hammerwurf     | 76,79 m       | 3             | 77,24 m SB         | 5                  |

#### Zehnkampf
| Athlet                       | Disziplin | 100 m      | Weit- sprung | Kugel- stoßen | Hoch- sprung | 400 m      | 110 m Hürden | Diskus- wurf | Stabhoch- sprung | Speer- wurf | 1500 m         | Punkte  | Platz |
| ---------------------------- | --------- | ---------- | ------------ | ------------- | ------------ | ---------- | ------------ | ------------ | ---------------- | ----------- | -------------- | ------- | ----- |
| Ilja Jurjewitsch Schkurenjow | Ergebnis  | 11,01 s SB | 7,50 m       | 14,09 m       | 2,10 m       | 47,88 s PB | 14,27 s      | 44,53 m      | 5,20 m           | 60,99 m SB  | 4:24,98 min PB | 8538 PB | 4     |
| Ilja Jurjewitsch Schkurenjow | Punkte    | 858        | 935          | 734           | 896          | 915        | 940          | 757          | 972              | 753         | 778            | 8538 PB | 4     |

### Frauen

#### Laufdisziplinen
| Athletin                                                                                                  | Disziplin        | Vorlauf                 | Vorlauf                 | Halbfinale              | Halbfinale              | Finale                  | Finale                  |
| Athletin                                                                                                  | Disziplin        | Zeit                    | Platz                   | Zeit                    | Platz                   | Zeit                    | Platz                   |
| --- | ---------------- | ----------------------- | ----------------------- | ----------------------- | ----------------------- | ----------------------- | ----------------------- |
| Anna Kukuschkina                                                                                          | 200 m            | 23,47 s                 | 44                      | nicht qualifiziert      | nicht qualifiziert      | nicht qualifiziert      | nicht qualifiziert      |
| Jekaterina Smirnowa                                                                                       | 200 m            | 23,39 s                 | 41                      | nicht qualifiziert      | nicht qualifiziert      | nicht qualifiziert      | nicht qualifiziert      |
| Nadeschda Kotljarowa                                                                                      | 400 m            | 51,42 s PB              | 19                      | 51,86 s                 | 18                      | nicht qualifiziert      | nicht qualifiziert      |
| Jekaterina Renschina                                                                                      | 400 m            | 51,55 s                 | 20                      | 51,49 s PB              | 17                      | nicht qualifiziert      | nicht qualifiziert      |
| Marija Michailjuk                                                                                         | 400 m            | 52,16 s                 | 29                      | nicht qualifiziert      | nicht qualifiziert      | nicht qualifiziert      | nicht qualifiziert      |
| Jewgenija Subbotina                                                                                       | 800 m            | 2:01,50 min             | 29                      | nicht qualifiziert      | nicht qualifiziert      | nicht qualifiziert      | nicht qualifiziert      |
| Anna Schtschagina                                                                                         | 1500 m           | 4:05,78 min             | 10                      | 4:17,82 min             | 20                      | nicht qualifiziert      | nicht qualifiziert      |
| Tatjana Tomaschowa                                                                                        | 1500 m           | 4:10,79 min             | 26                      | 4:08,72 min             | 6                       | 4:14,18 min             | 10                      |
| Gulschat Faslitdinowa                                                                                     | 5000 m           | 15:48,44 min            | 15                      |                         |                         | nicht qualifiziert      | nicht qualifiziert      |
| Jelena Korobkina                                                                                          | 5000 m           | Wettkampf nicht beendet | Wettkampf nicht beendet |                         |                         | –                       | –                       |
| Alina Prokopjewa                                                                                          | Marathon         |                         |                         |                         |                         | 2:32:44 h               | 15                      |
| Jekaterina Galizkaja                                                                                      | 100 m Hürden     | 13,14 s                 | 25                      | Wettkampf nicht beendet | Wettkampf nicht beendet | –                       | –                       |
| Nina Morozowa                                                                                             | 100 m Hürden     | 13,06 s                 | 21                      | 12,91 s                 | 13                      | nicht qualifiziert      | nicht qualifiziert      |
| Wera Rudakowa                                                                                             | 400 m Hürden     | 55,76 s                 | 14                      | 56,41 s                 | 20                      | nicht qualifiziert      | nicht qualifiziert      |
| Jekaterina Dosejkina                                                                                      | 3000 m Hindernis | 10:13,26 min            | 41                      |                         |                         | nicht qualifiziert      | nicht qualifiziert      |
| Ljudmila Lebedewa                                                                                         | 3000 m Hindernis | 9:58,65 min             | 36                      |                         |                         | nicht qualifiziert      | nicht qualifiziert      |
| Natalja Aristarchowa                                                                                      | 3000 m Hindernis | 10:02,79 min            | 38                      |                         |                         | nicht qualifiziert      | nicht qualifiziert      |
| Marina Pantelejewa Xenija Ryschowa Jelisaweta Demirowa Anna Kukuschkina Jekaterina Smirnowa               | 4 × 100 m        | 43,09 s                 | 8                       |                         |                         | Wettkampf nicht beendet | Wettkampf nicht beendet |
| Nadeschda Kotljarowa Xenia Sadorina Xenija Ryschowa Xenia Axjonowa Marija Michailjuk Jekaterina Renschina | 4 × 400 m        | 3:23,75 min SB          | 4                       |                         |                         | 3:24,84 min             | 4                       |

#### Sprung/Wurf
| Athletin            | Disziplin      | Qualifikation | Qualifikation | Finale             | Finale             |
| Athletin            | Disziplin      | Weite/Höhe    | Platz         | Weite/Höhe         | Platz              |
| ------------------- | -------------- | ------------- | ------------- | ------------------ | ------------------ |
| Marija Kutschina    | Hochsprung     | 1,92 m        | 1             | 2,01 m PB          | Gold               |
| Anna Tschitscherowa | Hochsprung     | 1,92 m        | 1             | 2,01 m             | Bronze             |
| Anschelika Sidorowa | Stabhochsprung | 4,55 m        | 11            | keine gültige Höhe | keine gültige Höhe |
| Darja Klischina     | Weitsprung     | 6,71 m        | 9             | 6,65 m             | 10                 |
| Julija Pidluschnaja | Weitsprung     | 6,57 m        | 16            | nicht qualifiziert | nicht qualifiziert |
| Jelena Sokolowa     | Weitsprung     | 6,44 m        | 23            | nicht qualifiziert | nicht qualifiziert |
| Jekaterina Konewa   | Dreisprung     | 14,12 m       | 7             | 14,37 m            | 7                  |
| Julija Malzewa      | Diskuswurf     | 57,08 m       | 25            | nicht qualifiziert | nicht qualifiziert |
| Jelena Panowa       | Diskuswurf     | 60,21 m       | 15            | nicht qualifiziert | nicht qualifiziert |
| Jekaterina Strokowa | Diskuswurf     | 59,32 m       | 17            | nicht qualifiziert | nicht qualifiziert |
| Maria Abakumowa     | Speerwurf      | 56,08 m       | 30            | nicht qualifiziert | nicht qualifiziert |
| Wera Rebrik         | Speerwurf      | 59,67 m       | 24            | nicht qualifiziert | nicht qualifiziert |

#### Siebenkampf
| Athletin       | Disziplin | 100 m Hürden | Hochsprung | Kugelstoßen | 200 m   | Weitsprung | Speerwurf | 800 m     | Punkte | Platz |
| -------------- | --------- | ------------ | ---------- | ----------- | ------- | ---------- | --------- | --------- | ------ | ----- |
| Ljubow Tkatsch | Ergebnis  | 15,05 s      | 1,74 m     | 13,99 m     | 24,64 s | 6,01 m     | 38,34 m   | 38,34 min | 5729   | 23    |
| Ljubow Tkatsch | Punkte    | 835          | 903        | 793         | 920     | 853        | 635       | 790       | 5729   | 23    |